# 冯桃莲
冯桃莲（1957年2月—），女，中华人民共和国地方官员。
1993年5月，任共青团江西省委副书记。1998年4月，任江西省文化厅副厅长。后改任中共江西省委组织部副部长。2015年1月，任江西省人大常委会副主任、省委组织部常务副部长。2021年1月，辞去省人大常委会副主任职务。